# Arginine glutamate
Arginine glutamate (còn gọi là glutargin) là hỗn hợp của hai amino acid, 50% arginine và 50% axit glutamic, được sử dụng trong liệu pháp gan. 